# Лян Кай

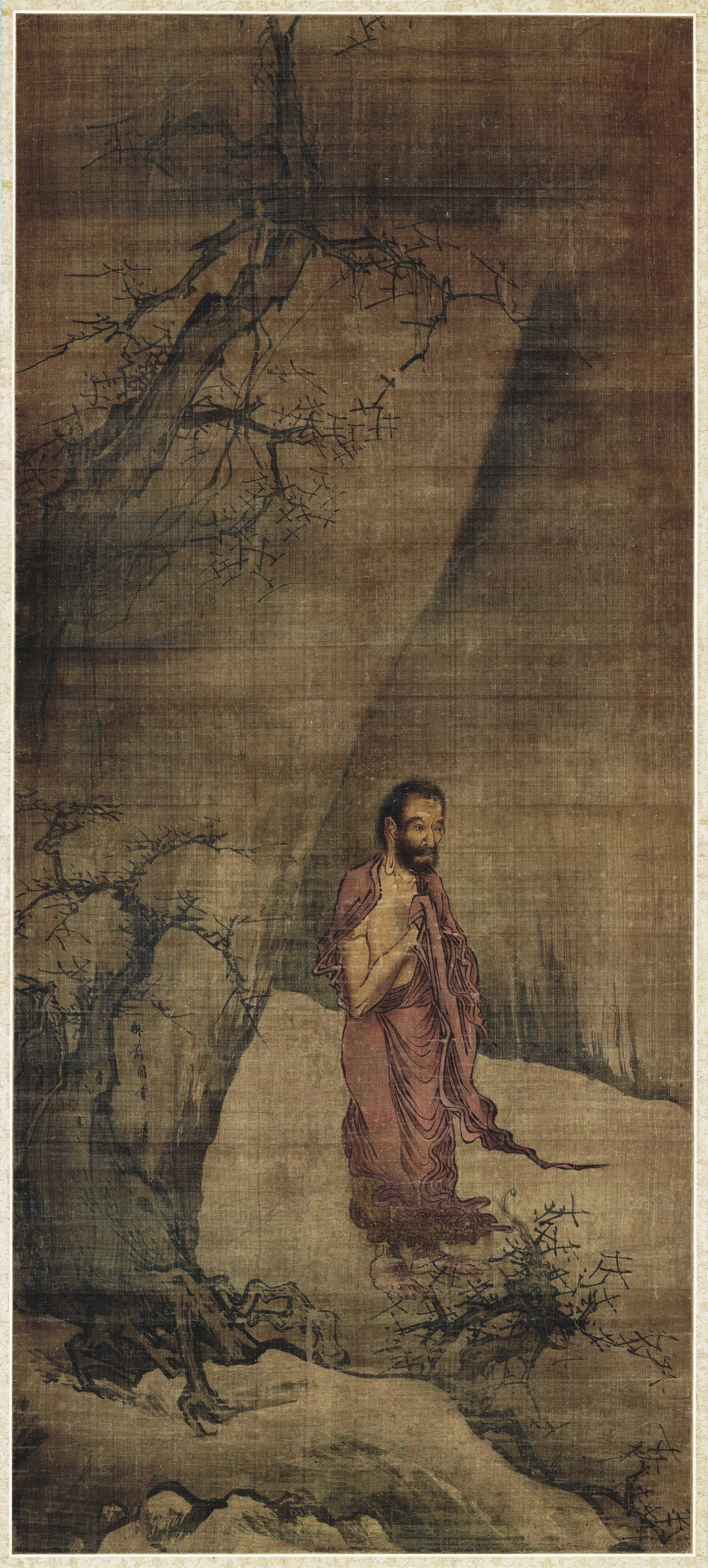
Лян Кай. Шакьямуни, спускающийся с горы. Токийский национальный музей

Лян Кай (кит. упр. 梁楷, пиньинь Liáng Kǎi) — мастер фигуративной живописи, один из классиков «лапидарной кисти» (цзянь-би 減筆), монах школы чань. Будучи одним из величайших художников своего времени, оказал сильное влияние на развитие китайской живописи.

## Биография
Родился в уезде Цяньтан Линьаньской управы, а годы жизни попадают в период примерно с 1140 по 1220 годы.
Благодаря тому, что он родился в семье чиновников, молодой Лян Кай беспрепятственно попал в Академию живописи (Хуа-Юань 畫院), где стал одним из учеников Цзя Шигу (賈師古). По её окончании был принят в штат и уже через несколько лет лично от императора получил высочайшую для живописца награду — «Золотой пояс». Однако — и именно с этого момента биография художника показывает его отход от академической живописной традиции — он не воспринял это, как нечто значимое для него, а просто повесил Золотой пояс во дворе императорского сада и удалился восвояси. Тем не менее, император простил его выходку, назначив его на пост дай-чжао («ожидающий императорских указаний» 待詔) — редактора докладов на высочайшее имя.
Этот «академический» период жизни Лян Кая характеризуется приверженностью классическому живописному стилю. Художник стал мастером жанра жэнь-у («люди и вещи» 人物) и продолжателем стиля Ли Лунмяня (Ли Гунлиня 李公麟), одного из знаменитейших живописцев эпохи Северная Сун, со свойственной ему линеарной техникой, которая характеризуется тонкими графическими линиями и детализированной проработкой внешности персонажей. Этот стиль, который называется си-би («тонкая кисть» 細筆), у Лян Кая приобрёл самобытные черты.

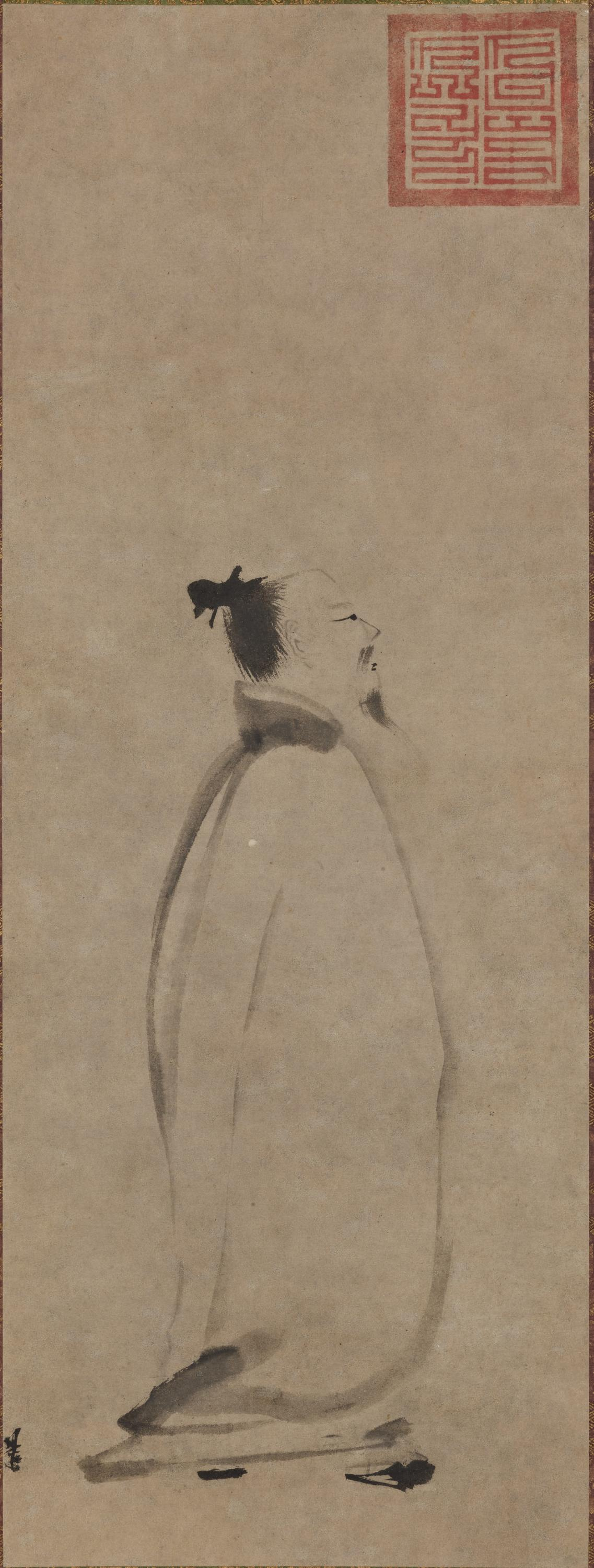
Лян Кай. Ли Бо на прогулке читает стихотворение. Токийский национальный музей

Около 1205—1206 гг. Лян Кай, известный неукротимым характером и склонностью к алкоголю (за что и получил прозвище «Сумасшедшего Ляна», Лян Фэн-цзы 梁瘋子), неожиданно для всего китайского придворного общества, разорвал всякие отношения с академической и столичной средой и отправился жить в монастырь, основанный Му Ци (牧谿). 

## Особенности стиля
Одновременно с этим произошла ломка живописного стиля мастера, состоялся его категорический отход к стилю се-и («выражение идеи-сути» 寫意), на что наложило отпечаток увлечение мастера чань-буддизмом. Для работы в этом стиле требовалось мастерство художественной техники и высокая концентрация с одновременной возможностью добавления красоты случайных эффектов. Однако стилистика Лян Кая была представлена скорее лишь одним из приёмов, а именно — цзянь-би («сокращенная кисть» 減筆), который иногда также называют «лапидарной кистью». Этот приём характеризуется упругими гибкими линиями, которые напоминают траекторию полета брошенного предмета, образованными не графически тонким рисунком кисти, но растушеванным поворотом тугой кисти, выделяющей нажимом только часть рисунка. В рамках этого приёма справедливо говорить о двух аспектах в работах Лян Кая: нервно-экспрессивный стиль, характеризующийся быстрыми, резкими мазками кисти и стиль пе-на («отброшенные отпечатки» 撇捺), которому свойственна предельная эскизность изображений.
Нервно-экспрессивный стиль представлен у Лян Кая двумя работами, которые по праву считаются ярчайшими образцами жанра се-и. Обе работы написаны на темы деяний Шестого Патриарха Чань — Хуэйнэна. Первая — «Хуэйнэн, очищающий бамбук от листьев» («Люцзу чжо чжу ту» 六祖斫竹圖) — отсылка к высказыванию Шестого Патриарха: «Зеленый бамбук — это одно из тел Будды» (青青翠竹，盡是法身), что значит, что в каждом человеке есть природа Будды. Зритель застает Хуэйнэна с ножом в руке, усевшись на корточки, он очищает бамбук от листьев. Вторая картина — «Хуэйнэн, разрывающий сутры» («Люцзу по цзин ту» 六祖破經圖) — застает Шестого Патриарха, разрывающим сутры, что, по сути, является вульгарнейшим поступком для буддиста. Однако в этом кроется глубокий смысл: просветления можно достичь и без беспрестанного чтения буддийского канона. Нервность линий, резкость мазков и отсутствие текстуры на обеих картинах наводит зрителя на мысль о мгновенности, непостоянстве человеческих эмоций. Лицо Хуэйнуна выражает ярость, протест против традиционных буддийских устоев.
С другой стороны, «Бессмертный» («Помо сяньжэнь» 潑墨仙人) и «Ли Бо, сочиняющий стихи» («Ли Бо син инь» 李白行吟) являют собой противовес нервно-экспрессивному стилю, выражая некую умиротворенность. Обе картины нарисованы в эскизной манере (стиль пе-на) словно намеренно небрежно проведёнными линиями. Возникает такое чувство, что художника волнует только ритмика изображения, а вовсе не художественно-живописная сторона творчества. «Ли Бо, сочиняющий стихи» также относится к одной из лучших работ художника, выполненная буквально несколькими мазками, она показывает нам Ли Бо (李白), великого Танского поэта, который ходит из стороны в сторону (на что указывает легкий наклон тела и изображение ног). В этой работе нет никакого постоянства движения кисти: то она сильным нажимом прорисовывает разрез глаз, то медленным и плавным, но легким движением прорисовывает контур накидки поэта.